# Солнце над Куробэ
«Солнце над Куробэ» (яп. 黒部の太陽, куробэ-но тайё; англ. The Sands of Kurobe / Tunnel to the Sun) — эпический фильм-драма режиссёра Кэя Кумаи, вышедший на экраны в 1968 году. Фильм поставлен по документальному отчёту Сёдзиро Мотоки о строительстве дамбы Куробэ в префектуре Тояма, длившемся почти семь лет (с 1956 по 1963 год). Это была попытка средствами кино воссоздать отдельные драматические эпизоды строительства.

## Сюжет
Фильм посвящен строительству четвёртой плотины Куробэ, которая стала одним из краеугольных камней стремительного экономического роста Японии в 1960-е годы, и крупнейшие строительные компании объединили силы для её сооружения. Главному герою картины, инженеру Китагаве, поручают строительство гигантского туннеля через японские Альпы. Проблемы при строительстве возникают одна за другой. Невероятный стресс на работе усугубляется из-за того, что Китагава не забывает о том, что в то время как он практически безвылазно проводит время на строительстве туннеля, его старшая дочь медленно умирает от лейкемии. Младшая из дочерей Китагавы, Юки выходит замуж за инженера-строителя Такэси.
В то же время показ трудностей подземной проходки, будни строительства, тяжёлая жизнь работающих здесь проходчиков, показанные на фоне величавой природы японских Альп придают повествованию эпический размах. Когда рабочие, натолкнувшись в пробиваемом сквозь толщу гор туннеле на непробиваемую толщу гранитных пород, хотят бросить опасную стройку, Китагава личным примером пробуждает в них утраченный энтузиазм. Работа продолжалась. Под землёй навстречу друг другу движутся два строительных отряда. Раздаются последние подземные взрывы, последние удары киркой. Измученные, но счастливые строители во главе с Китагавой и инженером Такэси бросаются навстречу друг другу.

## В ролях
- Тосиро Мифунэ — Китагава
- Юдзиро Исихара — Такэси Иваока
- Осаму Такидзава — Отагаки
- Такаси Симура — Асимура
- Сюдзи Сано — Хирата
- Дзюкити Уно — Мори
- Рютаро Тацуми — Гэндзо
- Исао Тамагава — Саяма
- Такэси Като — Куникида
- Сумио Такацу — Оно
- Эйдзиро Янаги — Фудзимура
- Акира Ямаути — Цукамото
- Акира Тэрао — Кэнъити
- Масахико Нарусэ — Кумада
- Фумиэ Касияма — Юки
- Томоэ Хииро — Макико
- Миэко Такаминэ — Каё
- Таниэ Китабаяси — Кику

...«Солнце над Куробэ», воспевающее человеческий труд, жизнь рядового человека, выделялось на фоне широкого потока фильмов, далёких от реальной действительности. На первый взгляд оно казалось произведением подлинно демократического искусства. Но в сущности это был хитрый рекламный ход финансировавших фильм промышленных предприятий. Кроме того, отражая как бы реальную действительность, как бы реальные настроения рабочего человека, этот фильм стал своего рода фактом идеологического натиска на трудящихся, настойчиво проводя мысль о том, что долг рабочих преданно трудиться во славу родной промышленности...
- Киндзо Син — Такэмото
- Синсукэ Асида — Куросаки
- Эйдзи Окада — Ёсино
- Такаси Номура — Такэяма
- Масао Симидзу — профессор-геолог

## О фильме
Популярный киноактёр Тосиро Мифунэ снявшись в американской спортивной драме «Большой приз» (1967) получил весьма приличный для японского актёра гонорар и вложил эти деньги в создание своей собственной кинокомпании «Мифунэ-про». Только одно строительство трёхэтажного здания его студии в Токио, занимавшее площадь в 830 квадратных метров на территории в 8300 квадратных метров, обошлось в 140 миллионов йен. Первым фильмом новообразованной кинокомпании стал имевший международный успех «Бунт самураев», правда в титрах фильма значится и компания Toho (размах работы оказался слишком большим, и молодой студии он был не по плечу). Свой следующий фильм Мифунэ решит сделать в содружестве с более молодым, но не менее популярным актёром Юдзиро Исихарой, младшим братом известного прозаика Синтаро Исихары. Юдзиро Исихара получил известность во второй половине 1950-х годов и в 1962 году также создал свою студию «Исихара-про». Подобные фирмы, возникавшие по инициативе актёров в 1960-х годах, назывались «стар-про»; они не были полностью независимыми, так как прокат их продукции передавался в руки более крупных монополистических объединений.
Исихара и Мифунэ, популярность которых в середине 1960-х годов пошла на спад, надеялись вновь привлечь к себе интерес зрителей, появившись одновременно в одном и том же фильме.
Начинающие продюсеры понимали, что своими силами они не справятся с такой сложной и дорогостоящей постановкой. Они обратились за финансовой поддержкой к крупным промышленным фирмам. В создание киноленты вложили свои капиталы электрокомпания «Кансай», строительная фирма «Кадзима», фирма «Хадзама» и другие.
Наиболее привлекательные эпизоды фильма связаны с показом человека в труде. Талантливый режиссёр Кэй Кумаи, один из представителей «новой волны 1960-х», сумел с эпическим размахом поставить эти массовые сцены. Оператор Мицудзи Канау выразительно снял в цвете прекрасные пейзажи японских Альп. Всё это сложилось в красочное зрелище.
Фильм имел необычайный кассовый успех. Все двадцать опрошенных критиков популярного киножурнала «Кинэма дзюмпо», назвали наиболее поразившем их событием года грандиозный зрительский успех этой киноленты в прокате. Несмотря на впечатляющий успех киноленты Юдзиро Исихара остался крайне недовольным результатом постановки и как продюсер и владелец авторских прав наложил запрет на прокат фильма в последующие годы, а также на его трансляцию по телевидению и выпуск на видеокассетах. Только спустя двадцать лет после смерти Исихары фильм вышел на DVD.

## Премьеры
- — 1 марта 1968 года состоялась национальная премьера фильма в Токио[7].
- — премьера в США 2 октября 1968 года в Нью-Йорке[7].
- — в СССР фильм был впервые показан в 1968 году в Москве, Одессе и Новосибирске в рамках VII фестиваля японских кинофильмов.

## Награды и номинации
Премия журнала «Кинэма Дзюмпо» (1969)
- Премия лучшему актёру года Тосиро Мифунэ за роли в трёх фильмах: «Солнце над Куробэ», «Исороку Ямамото» и «Праздник Гион».
- Фильм выдвигался на премию «Кинэма Дзюмпо» в номинации за лучший фильм года, однако по результатам голосования занял 4-е место.